# Praia do Norte (Nazaré)
Vista geral do areal da Praia do Norte, situada na Nazaré.
A Praia do Norte é uma praia do concelho da Nazaré, na região Oeste, em Portugal, a qual ficou internacionalmente conhecida devido à formação das suas ondas gigantes. As ondas de Nazaré atingem frequentemente alturas superiores a 15 metros nos meses de inverno devido a um desfiladeiro submarino a menos de um quilómetro da costa que canaliza a energia das ondas. É muito ventosa, sendo propícia à prática de bodyboard, surf, kitesurf e windsurf.

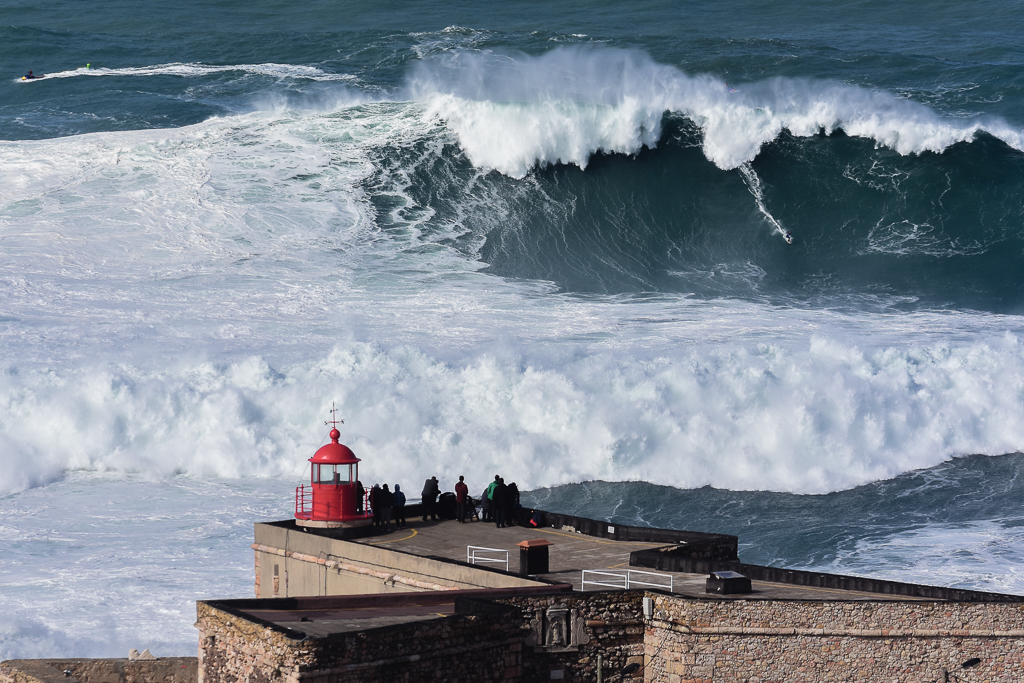
As famosas ondas gigantes da Praia do Norte na Nazaré.

Caracterizada pelas grandes ondulações vindas do atlântico (canalizadas pelo Canhão da Nazaré). Um dos mais famosos breaks no mundo – beachbreak – como tem fundo de areia existem muitos picos pela praia sendo o mais famoso "o das rochas". Ondas acessíveis até aos 2 metros. Podendo se encontrar condições perfeitas entre outubro e março. Estas ondas são caracterizadas pelas suas rampas, triângulos e força. As correntes são muito fortes e perigosas.
Atualmente realizam-se 2 campeonatos internacionais: Nazaré Pro (que faz parte do circuito mundial de bodyboard – APB Assossiation of Professional Bodyboarders) realizado em outubro e o Nazaré Challenge (que faz parte do Big Wave World Tour da World Surf League) realizado entre outubro e fevereiro, e existem ainda outros campeonatos nacionais tais como o Circuito Regional do Centro, o Etapas do Nacional e o Nacional Esperanças.
Hoje em dia é impossível falar da Nazaré sem referir o recorde mundial registado no livro do Guinness World Records da maior onda já surfada, de 24,38 metros, estabelecido pelo brasileiro Rodrigo Koxa, na Praia do Norte, 8 de Novembro de 2017. Também na Praia do Norte, a surfista Maya Gabeira, também do Brasil, obteve o recorde de onda mais alta já surfada por uma mulher, com uma altura de 22,4 metros, em fevereiro de 2020.
Uma imagem de satélite da onda de 30,9 metros em 29 de outubro de 2020 foi capturada pelo satélite Landsat 8 no mesmo dia em que um surfista teria surfado uma onda recorde na área.